# Tinto Brass
Giovanni (Tinto) Brass (Milaan, 26 maart 1933) is een Italiaans filmregisseur.
Tinto Brass werkte aan het eind van de jaren vijftig aan de Cinémathèque française en werd aldus regieassistent van Roberto Rossellini. Zijn eerste eigen films worden gekenmerkt door een drang tot provocatie. Zo was zijn debuutfilm Chi lavora è perduto (1964) een lofzang op het anarchisme. Hij brak door met de sexploitationfilms Salon Kitty (1976) en Caligola (1979). Veel van de films van Brass worden beschouwd als pornografie.

## Filmografie (selectie)
- 1964: Chi lavora è perduto
- 1966: Yankee
- 1967: Col cuore in gola
- 1968: Nerosubianco
- 1976: Salon Kitty
- 1979: Caligola
- 1980: Action
- 1983: La chiave
- 1985: Miranda
- 1987: Capriccio
- 1988: Snack Bar Budapest
- 1991: Paprika
- 1992: Così fan tutte
- 1994: L'uomo che guarda
- 1995: Fermo posta Tinto Brass
- 1998: Monella
- 1999: Ultimo metrò (als acteur)
- 2000: Tra(sgre)dire
- 2002: Senso '45
- 2003: Fallo!
- 2005: Monamour
- 2009: Hotel Courbet
- 2009 Impotenti esistenziali (als acteur)